# Плато (штат)
Плато (англ. Plateau) — штат в центральной Нигерии. Административный центр штата — город Джос. Название происходит от плато Джос, на котором расположен штат.

## История
Штат Плато был образован 3 февраля 1976 года при разделе штата Бенуэ-Плато. В 1996 году от западной части штата отделился штат Насарава.
В начале XX века большая часть современного штата Плато входила в провинцию Баучи. В 1926 году из провинции была вырезана провинция Плато. В последующем границы провинции менялись несколько раз. Наконец, при реформе административного деления Нигерии 1967 года, при котором страна была разделена на 12 штатов, провинции Бенуэ и Плато были слиты в штат Бенуэ-Плато. При разделе штата в 1976 году новый штат Плато был образован в границах провинции Плато образца 1967 года.
В декабре 2023 года в штате произошло массовое убийство, в результате которого погибло около 200 человек.

## Административно-территориальное деление
Штат разделён на 17 территории местного административного управления.
- Barkin Ladi
- Bassa
- Bokkos
- Jos East
- Jos North
- Jos South
- Kanam
- Kanke
- Langtang North
- Langtang South
- Mangu
- Mikang
- Pankshin
- Qua'an Pan
- Riyom
- Shendam
- Wase